# Hervé Lecomte
Pas d'image ? Cliquez ici

a Compétitions nationales et continentales officielles uniquement.

Hervé Lecomte, né le 19 novembre 1959 à Valenciennes, est un ancien joueur français de rugby à XV évoluant au poste de troisième ligne aile ou ailier au Stade toulousain.
Depuis 2014, il est président du conseil de surveillance du Stade toulousain.

## Biographie
Originaire de Valenciennes, il est passé par les clubs ariégeois de Daumazan-sur-Arize et Foix avant de rejoindre la ville rose où il a été diplômé de Sup Aéro en 1982,. Il mène ensuite une carrière d'ingénieur spatial (Latécoère, Matra, Airbus Defence and Space) en parallèle de sa carrière de joueur.

### Carrière de joueur

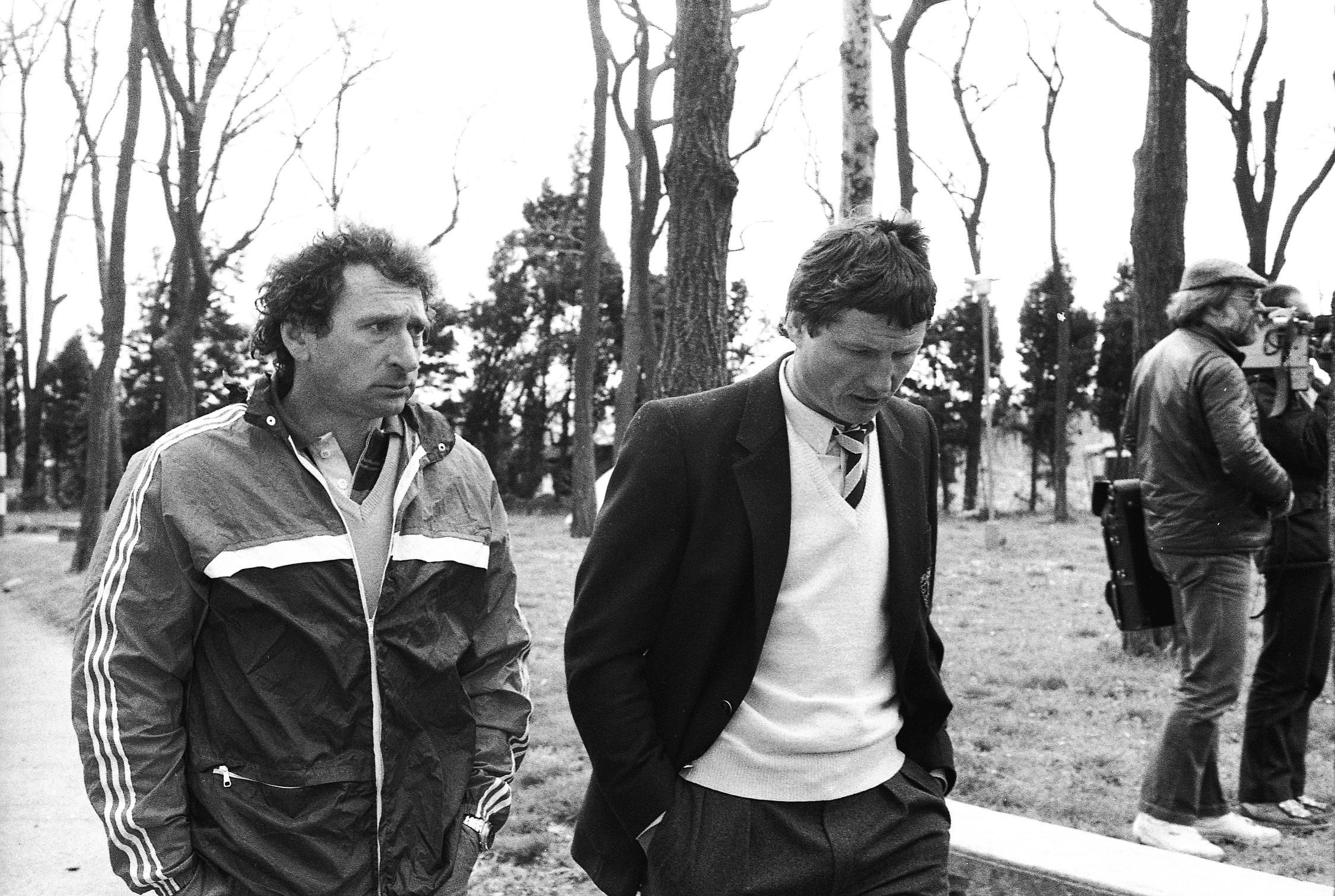
Pierre Villepreux et Jean-Claude Skrela, sont les entraîneurs d'Hervé Lecomte de 1983 à 1989.

Il est joueur au Stade toulousain de 1983 à 1992. Évoluant au poste de troisième ligne, il était le « 4e homme » de la fameuse triplette Janik-Cigagna-Maset. Joueur longiligne (1,90 m, 92 kg) au grand rayonnement, fin et intelligent, il a même dépanné à l'aile en 1988-1989, poste où il avait évolué plus jeune.
Le 25 mai 1985, il dispute sa première finale de championnat au parc des Princes face au RC Toulon, en tant que remplaçant, et entre en jeu à la 71e minute à la place de Jean-Marie Cadieu (Karl Janik passe alors en deuxième ligne). Le Stade toulousain s'impose 36 à 22 après prolongation et Hervé Lecomte remporte alors son premier Bouclier de Brennus.
La saison suivante, il est de nouveau remplaçant en finale du championnat face au SU Agen et entre à la 66e à la place d'Albert Cigagna. Le Stade toulousain s'impose 16 à 6 pour le deuxième titre de champion de France de Lecomte.
En 1988, il remporte le Challenge Yves du Manoir, toujours avec le Stade toulousain.
Lors de la saison 1988-1989, il joue une troisième finale de championnat, face au RC Toulon, et commence une troisième fois sur le banc. Il remplace Thierry Maset à la 69e minute.  Le Stade toulousain s'impose 18 à 16 et est donc de nouveau champion de France.
En 1990-1991, il joue une quatrième finale au parc des Princes mais le Stade toulousain s'incline 19 à 10 face à l'équipe des «Rapetous» du CA Bègles-Bordeaux.

### Après sa carrière
À la fin de sa carrière, il coupe alors avec le milieu du rugby pour voir grandir ses enfants. Il y revient presque par hasard en 2005, au moment de la célébration des vingt ans du titre de 1985, et s'investit au sein de l'amicale des anciens et rentre au comité directeur de l'association.
Il devient ensuite président des anciens joueurs du Stade toulousain et intègre le conseil de surveillance du club ès qualités des Amis du Stade Toulousain.
En décembre 2014, il est élu pour 4 ans président du conseil de surveillance du Stade toulousain. Il succède à Eugène Passerat qui reste membre du conseil de surveillance mais qui a déposé plainte contre X pour abus de pouvoir social et complicité au sein du club.

## Palmarès
- Championnat de France de première division :
  - Vainqueur (3) : 1985, 1986 et 1989
- Challenge Yves du Manoir :
  - Vainqueur (1) : 1988
  - Finaliste (1) : 1984
- Coupe de France :
  - Vainqueur (1) : 1984
  - Finaliste (1) : 1985